# Too Old to Rock 'n' Roll: Too Young to Die (singolo)
Too Old to Rock and roll:Too Young to Die  è un singolo del 1976 dei Jethro Tull, composta da Ian Anderson e Martin Barre, inclusa nell'omonimo album.

## Testo
Il testo racconta la storia di un cantante rock oramai in declino, che rimane vittima di un incidente stradale, che riuscirà a salvarsi la vita, anche se viene ritenuto vecchio per la musica.